# Den ene part
|  | Denne artikel er oprettet af botten Steenthbot ud fra en ekstern database. Den kan derfor have sproglige fejl eller mangler. Denne skabelon kan fjernes efter kontrol af indholdet. |

Den ene part er en dansk kortfilm fra 1963 instrueret af Hans Hansen efter eget manuskript.